# Mognad (psykologi)
Mognad innebär att en person har utvecklat ett beteende och omdöme på en funktionsduglig nivå. Denna mognad är lämplig för personens eller gruppens bästa, alternativt stämmer med sociala normer.